# Písečné (okres Žďár nad Sázavou)
Písečné (německy Pisetschna) je obec v okrese Žďár nad Sázavou v Kraji Vysočina. Žije zde 197 obyvatel.
Obec byla zřejmě založena na písčitém místě a proto název "Písečné", kde rovněž mnoho pramenů pramení a v potoky se spojují, tam v místě zaniklé obce Chudobín se do řeky Svratky vlévají. Půdorys obce je ve tvaru polokruhu k jihu otevřený, kde obecní rybník se nachází a staré selské grunty jsou štíty do středu obce vystavěny.

## Historie
První písemná zmínka o obci pochází z roku 1297. V roce 1349 patřila obec Kláře z Pernštejna vdově po Štěpánovi z Pernštejna společně s Dalečínem a Vítochovem. Obec náležela později k bystřické části pernštejnského zboží.
V letech 2006 - 2010 působil jako starosta Petr Pečinka, od roku 2010 - 2018 tuto funkci vykonával Drahomír Rous.Nynějším starostou je ing.Marek Černý.

## Obyvatelstvo
| Rok            | 1869 | 1880 | 1890 | 1900 | 1910 | 1921 | 1930 | 1950 | 1961 | 1970 | 1980 | 1991 | 2001 | 2006 | 2013 |
| -------------- | ---- | ---- | ---- | ---- | ---- | ---- | ---- | ---- | ---- | ---- | ---- | ---- | ---- | ---- | ---- |
| Počet obyvatel | 266  | 284  | 293  | 277  | 290  | 289  | 282  | 223  | 231  | 220  | 210  | 211  | 212  | 202  | 191  |

## Školství
- Základní škola a Mateřská škola Písečné

## Pamětihodnosti
- Obecná škola založená LP 1881 - patronem myšlenky byl František Jokl, starosta obce, který požádal hraběte Vladimíra Mitrovského, který myšlenku podpořil a jednotřídní škola v Písečném byla povolena roku 1880. Plán školy nakreslil architekt prof. Sáblík, rodák bystřický a školu vystavěl stavitel Josef Cejnek z Bobrové. Slavnostně byla otevřena roku 1881. Prvním učitelem na nově zřízené škole v Písečném byl ustanoven pan Julius Zítka, rodem z Bukové.
- Písečská zmole - motokrosová trať, první závod krajského přeboru se jel na trati v roce 1962.

## Osobnosti
- Jiří Vrbas, rodák který v pamětní knize popsal napoleonské války v letech 1806 až 1822 a jeho potomci psali knihu až do roku 1866.
- Npor. Václav Jílek (1916–1945), válečný pilot RAF, účastník bitvy o Británii
- Robert Dostál, Gustav Juřík a Oldřich Konečný byli dne 3. 5. 1945 zastřeleni ustupující německou armádou.

## Galerie

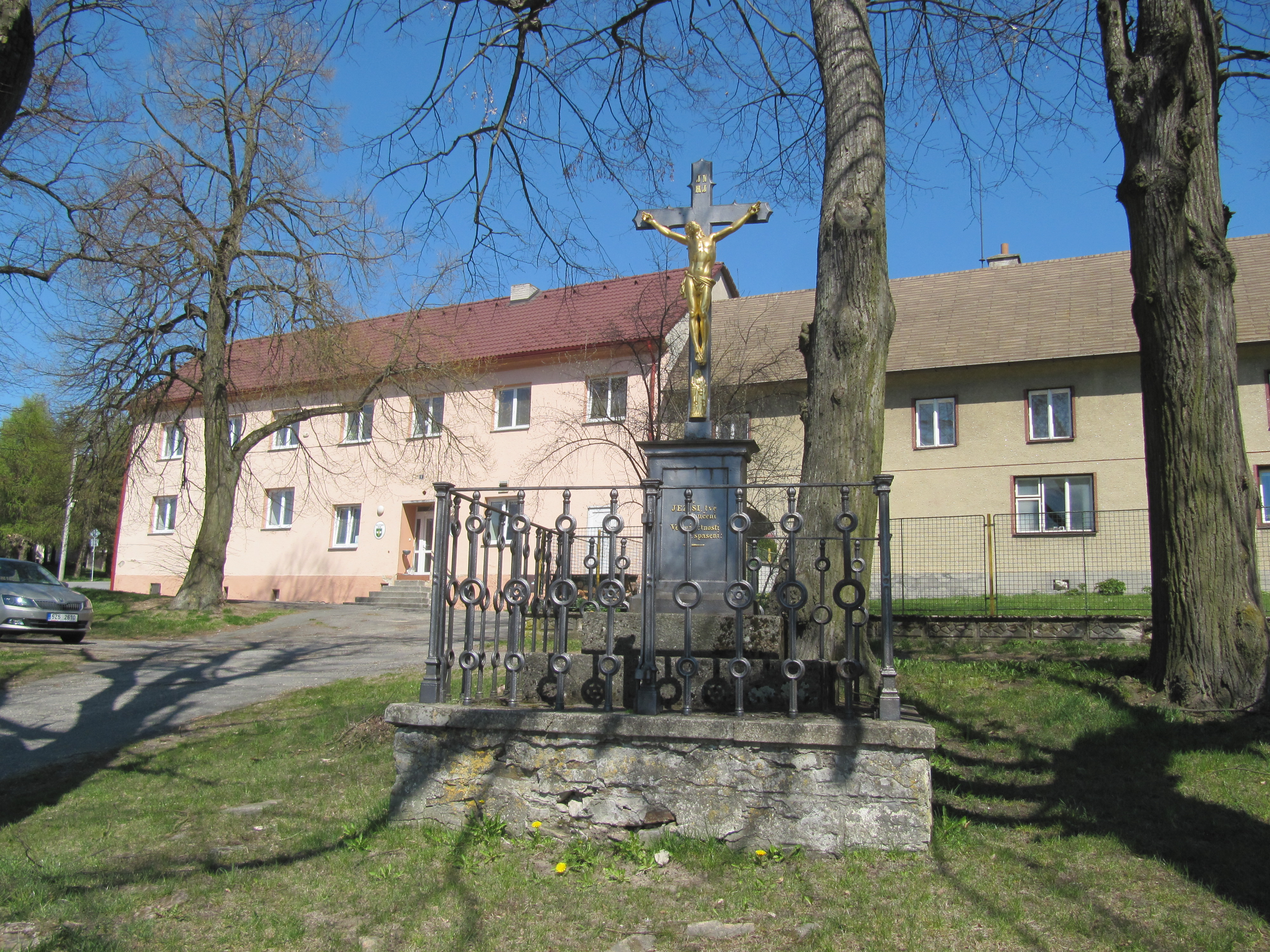
Kříž na návsi
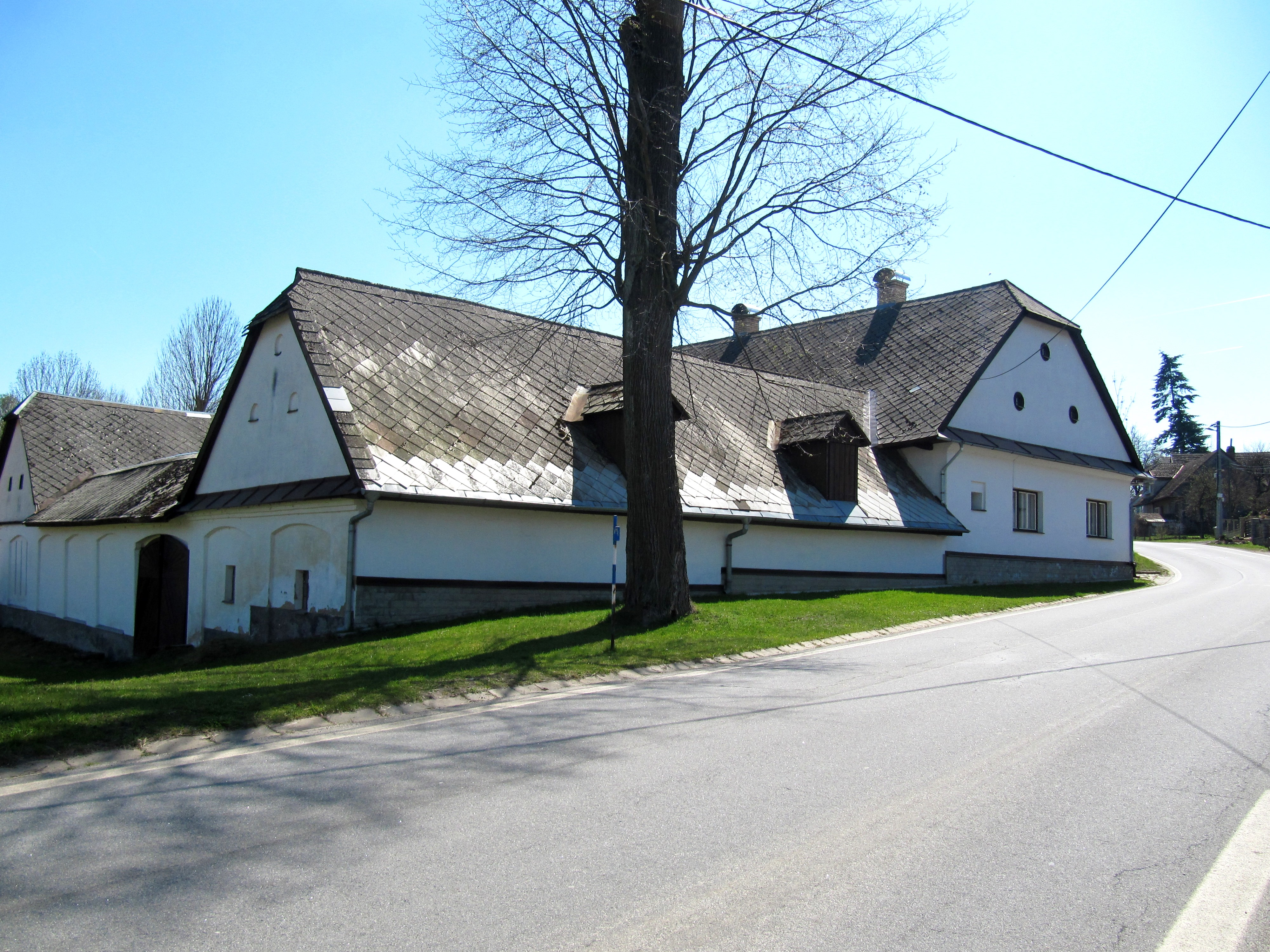
Usedlost č. p. 1
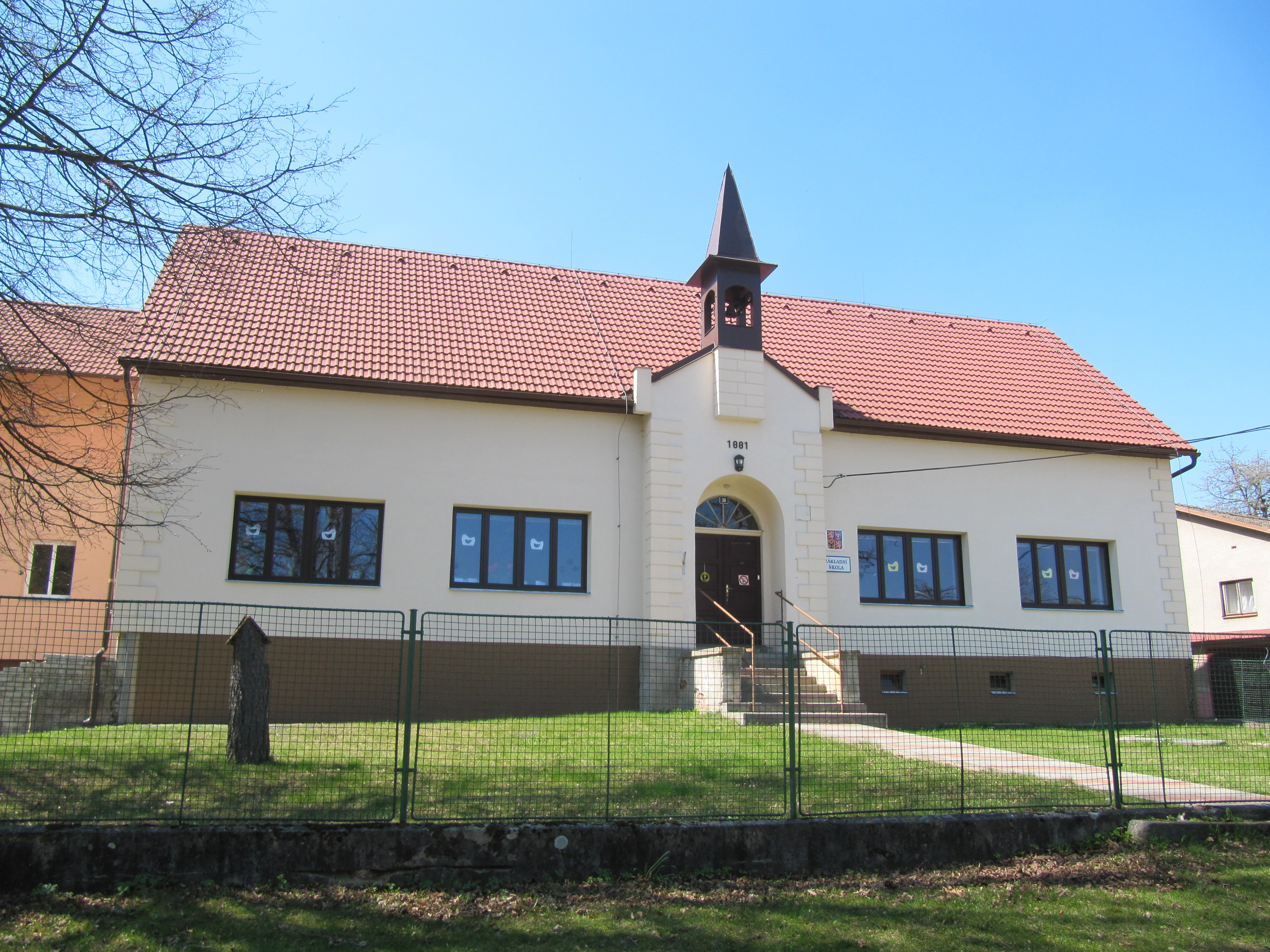
Základní a mateřská škola
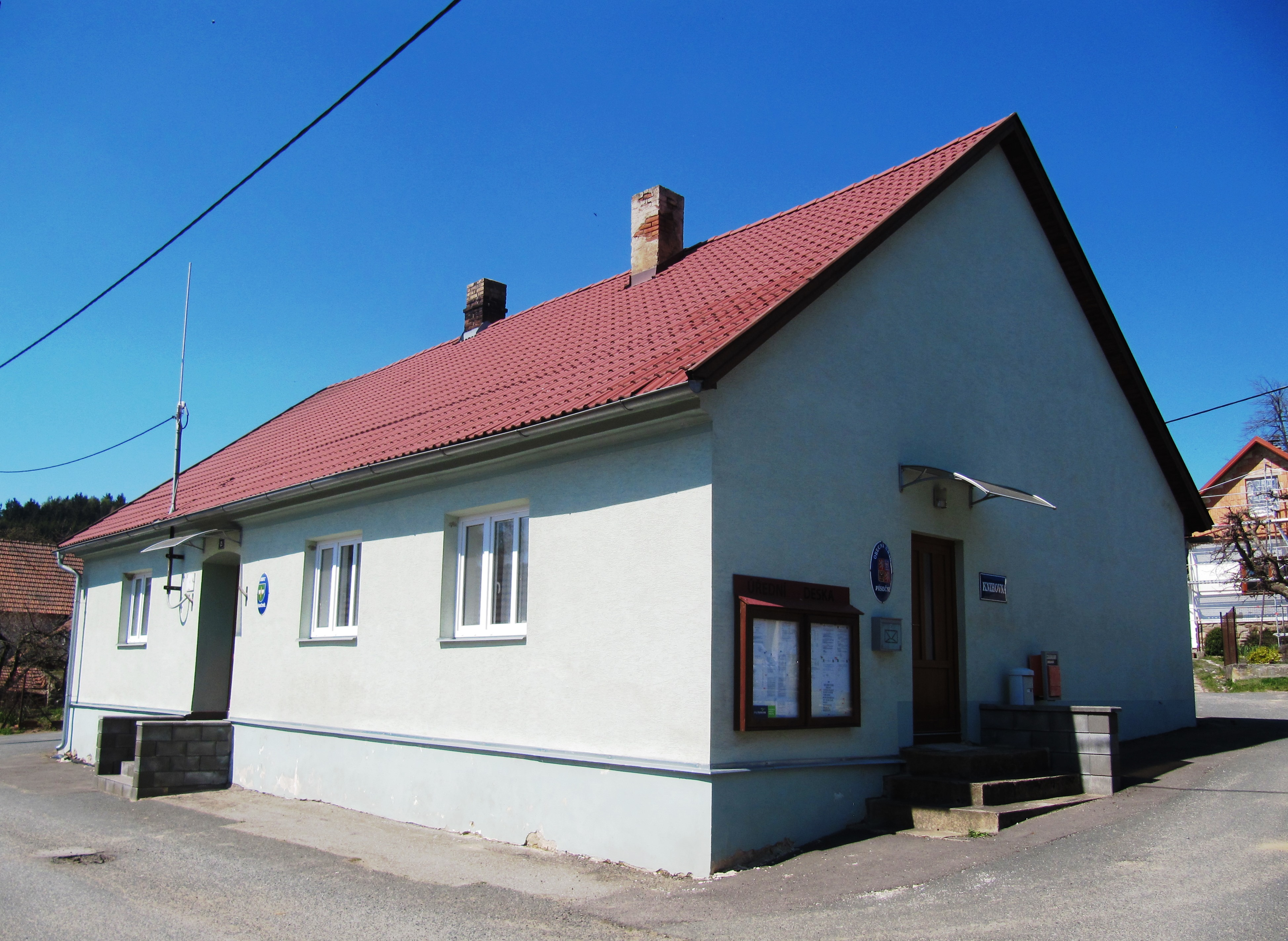
Obecní úřad
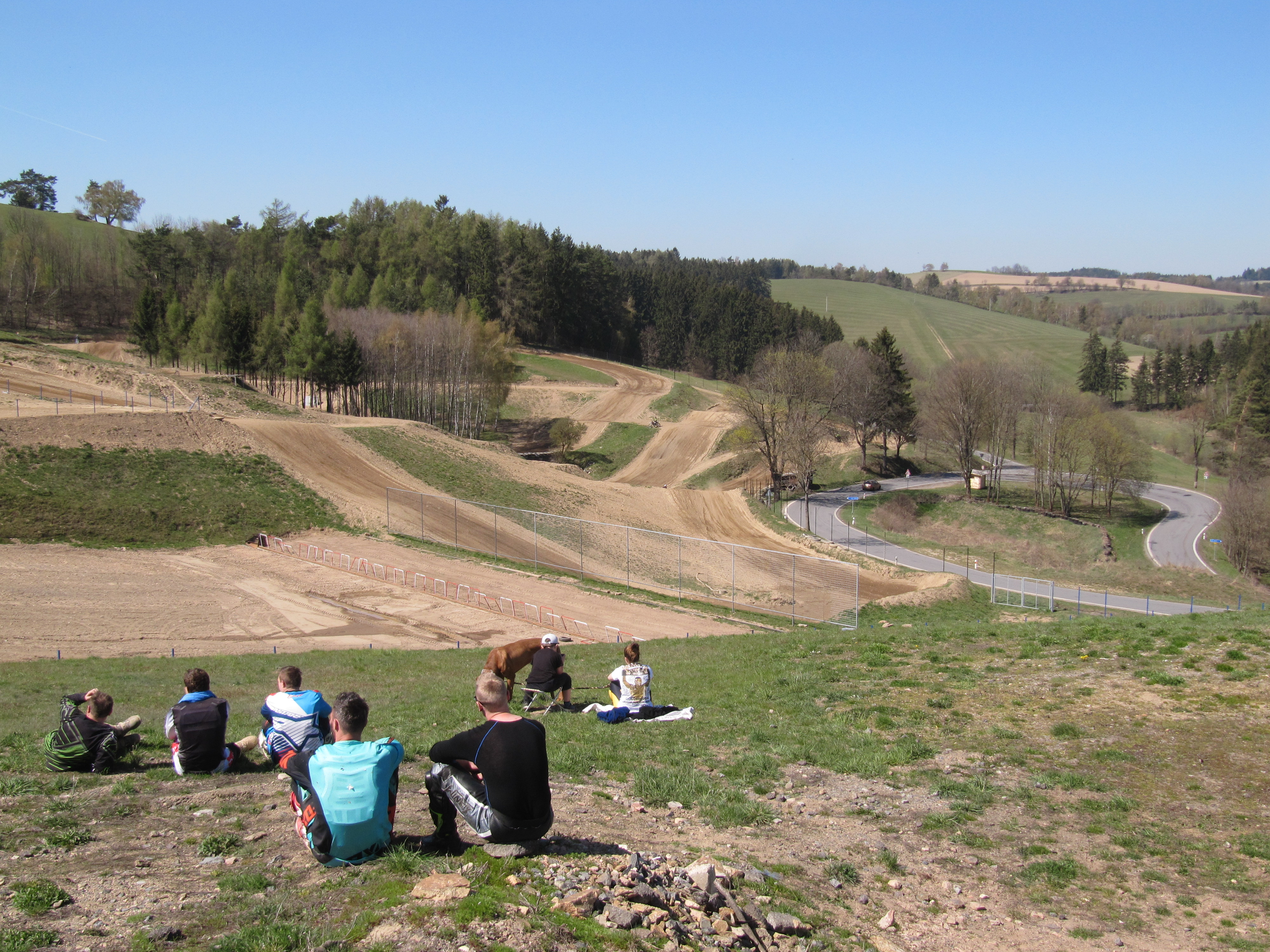
Motokrosový areál Písečská zmole